# Al-Qadisiyah
Al-Qadisiyah is een gouvernement (provincie) in Irak.
Al-Qadisiyah telt 751.331 inwoners op een oppervlakte van 8153 km².
Het is een van Midden-Eufraat overheden van Irak, en het ligt aan de Eufraat. De naam is een vernoeming naar het dorp Qadisiyah, waar de beroemde slag van Qadisiyah tussen Moslims en de Perzen in 651 plaatsvond. De provincie heeft een lange geschiedenis. 

## Archeologie
Qadissiya bevat meer dan 300 archeologische vindplaatsen. De belangrijkste archeologische steden zijn:
- Navarra (Niebuhr)
- Aldirihmip
- Abu Asalabej
- Zilbat
- Basmajh
- Muis (Crubakih)
- Abu Hatab
- Admirals (Essen)

## Bevolking
De provincie telde in april 1920 ongeveer 204.500 inwoners. Deze zijn onder te verdelen naar de volgende religies:
- Sjiitische moslims ; 192.300 mensen >>> 94%
- Soennitische moslims ; 1000 mensen >>> 0,5%
- Joden ; 6000 mensen >>>  2,9%
- Christenen ; 5000 mensen >>> 2,5%
- van andere godsdiensten ; 200 mensen >>> 0,1%

Tegenwoordig telt Al-Qadisiyah 751.331 inwoners op een oppervlakte van 8153 vierkante kilometer. 